# Play That Funky Music
Play That Funky Music is een nummer van de Amerikaanse band Wild Cherry. Het nummer verscheen op hun debuutalbum Wild Cherry uit 1976. In april van dat jaar werd het nummer uitgebracht als de eerste single van het album.

## Achtergrond
Play That Funky Music is geschreven en geproduceerd door zanger Rob Parissi. Korte tijd voor de uitgave van het nummer bestond de groep enige tijd niet, totdat deze door Parissi opnieuw werd opgericht met allemaal andere muzikanten. De groep kreeg steeds meer fans in een tijd dat discomuziek steeds populairder werd. Het publiek vroeg dan ook aan de band of zij meer dansmuziek wilden spelen. Toen zij aan het brainstormen waren voor nieuwe ideeën, hoorden zij een fan schreeuwen "Gaan jullie witte jongens wat funky muziek spelen?" Parissi schreef de regel "play that funky music" op en maakte hier een nummer omheen.
Oorspronkelijk wilde Wild Cherry Play That Funky Music op de B-kant van hun cover van het Commodores-nummer I Feel Sanctified zetten, maar op aandringen van platenmaatschappij Epic Records kwam het uit als de A-kant van een single. Het werd de enige nummer 1-hit van de groep in de Amerikaanse Billboard Hot 100, en de enige die in de top 40 kwam. Ook in Australië, Canada en Nieuw-Zeeland kwam het in de top 5 terecht, terwijl in het Verenigd Koninkrijk de zevende plaats werd behaald. In Nederland kwam het tot de vierde plaats in zowel de Top 40 en de Nationale Hitparade, en in Vlaanderen werd de zesde plaats in de voorloper van de Ultratop 50 gehaald.
In januari 1989 bracht de rapper Vanilla Ice een nummer met een interpretatie van Play That Funky Music uit. Naar aanleiding hiervan kon hij een contract tekenen met Ichiban Records, dat een album uitbracht met die track. Parissi werd niet genoemd als schrijver van het nummer; hij kreeg later 500.000 dollar schadevergoeding in een rechtszaak. Het nummer bereikte oorspronkelijk geen hitlijsten, maar de B-kant Ice Ice Baby werd een groot succes nadat een diskjockey dit nummer draaide in plaats van de A-kant. Na dit succes werd Play That Funky Music opnieuw uitgebracht met een nieuwe tekst. Het bereikte de vierde plaats in de Verenigde Staten en de tiende plaats in het Verenigd Koninkrijk. In Nederland kwam het tot de veertiende plaats in de Top 40 en de twaalfde plaats in de Nationale Top 100, en in Vlaanderen kwam het tot plaats 16 in de Ultratop 50.

## Hitnoteringen

### Wild Cherry

#### Nederlandse Top 40
| Hitnotering: 02-10-1976 t/m 18-12-1976 | Hitnotering: 02-10-1976 t/m 18-12-1976 | Hitnotering: 02-10-1976 t/m 18-12-1976 | Hitnotering: 02-10-1976 t/m 18-12-1976 | Hitnotering: 02-10-1976 t/m 18-12-1976 | Hitnotering: 02-10-1976 t/m 18-12-1976 | Hitnotering: 02-10-1976 t/m 18-12-1976 | Hitnotering: 02-10-1976 t/m 18-12-1976 | Hitnotering: 02-10-1976 t/m 18-12-1976 | Hitnotering: 02-10-1976 t/m 18-12-1976 | Hitnotering: 02-10-1976 t/m 18-12-1976 | Hitnotering: 02-10-1976 t/m 18-12-1976 | Hitnotering: 02-10-1976 t/m 18-12-1976 | Hitnotering: 02-10-1976 t/m 18-12-1976 |
| Week                                   | 1                                      | 2                                      | 3                                      | 4                                      | 5                                      | 6                                      | 7                                      | 8                                      | 9                                      | 10                                     | 11                                     | 12                                     |                                        |
| -------------------------------------- | -------------------------------------- | -------------------------------------- | -------------------------------------- | -------------------------------------- | -------------------------------------- | -------------------------------------- | -------------------------------------- | -------------------------------------- | -------------------------------------- | -------------------------------------- | -------------------------------------- | -------------------------------------- | -------------------------------------- |
| Positie                                | 20                                     | 15                                     | 10                                     | 4                                      | 4                                      | 4                                      | 6                                      | 9                                      | 17                                     | 30                                     | 34                                     | 39                                     | uit                                    |

#### Nationale Hitparade
| Hitnotering: 02-10-1976 t/m 27-11-1976 | Hitnotering: 02-10-1976 t/m 27-11-1976 | Hitnotering: 02-10-1976 t/m 27-11-1976 | Hitnotering: 02-10-1976 t/m 27-11-1976 | Hitnotering: 02-10-1976 t/m 27-11-1976 | Hitnotering: 02-10-1976 t/m 27-11-1976 | Hitnotering: 02-10-1976 t/m 27-11-1976 | Hitnotering: 02-10-1976 t/m 27-11-1976 | Hitnotering: 02-10-1976 t/m 27-11-1976 | Hitnotering: 02-10-1976 t/m 27-11-1976 | Hitnotering: 02-10-1976 t/m 27-11-1976 |
| Week                                   | 1                                      | 2                                      | 3                                      | 4                                      | 5                                      | 6                                      | 7                                      | 8                                      | 9                                      |                                        |
| -------------------------------------- | -------------------------------------- | -------------------------------------- | -------------------------------------- | -------------------------------------- | -------------------------------------- | -------------------------------------- | -------------------------------------- | -------------------------------------- | -------------------------------------- | -------------------------------------- |
| Positie                                | 21                                     | 15                                     | 8                                      | 4                                      | 4                                      | 4                                      | 7                                      | 12                                     | 23                                     | uit                                    |

#### NPO Radio 2 Top 2000
| Nummer met noteringen in de NPO Radio 2 Top 2000 | '99  | '00  | '01  | '02  | '03  | '04  | '05  | '06  | '07  | '08  | '09 | '10  | '11  | '12  | '13  | '14  | '15  | '16  | '17  |
| ------------------------------------------------ | ---- | ---- | ---- | ---- | ---- | ---- | ---- | ---- | ---- | ---- | --- | ---- | ---- | ---- | ---- | ---- | ---- | ---- | ---- |
| Play That Funky Music                            | 1259 | 1518 | 1433 | 1652 | 1575 | 1588 | 1802 | 1913 | 1814 | 1710 | -   | 1916 | 1985 | 1944 | 1790 | 1840 | 1999 | 1904 | 1886 |

1. ↑  Een '-' betekent dat het nummer niet was genoteerd en een vetgedrukt getal geeft de hoogste notering aan.
2. ↑  Deze tabel is bijgewerkt tot en met de laatste editie (2024).

### Vanilla Ice

#### Nederlandse Top 40
| Hitnotering: 16-02-1991 t/m 30-03-1991 | Hitnotering: 16-02-1991 t/m 30-03-1991 | Hitnotering: 16-02-1991 t/m 30-03-1991 | Hitnotering: 16-02-1991 t/m 30-03-1991 | Hitnotering: 16-02-1991 t/m 30-03-1991 | Hitnotering: 16-02-1991 t/m 30-03-1991 | Hitnotering: 16-02-1991 t/m 30-03-1991 | Hitnotering: 16-02-1991 t/m 30-03-1991 | Hitnotering: 16-02-1991 t/m 30-03-1991 |
| Week                                   | 1                                      | 2                                      | 3                                      | 4                                      | 5                                      | 6                                      | 7                                      |                                        |
| -------------------------------------- | -------------------------------------- | -------------------------------------- | -------------------------------------- | -------------------------------------- | -------------------------------------- | -------------------------------------- | -------------------------------------- | -------------------------------------- |
| Positie                                | 36                                     | 23                                     | 17                                     | 15                                     | 14                                     | 22                                     | 39                                     | uit                                    |

#### Nationale Top 100
| Hitnotering: 09-02-1991 t/m 20-04-1991 | Hitnotering: 09-02-1991 t/m 20-04-1991 | Hitnotering: 09-02-1991 t/m 20-04-1991 | Hitnotering: 09-02-1991 t/m 20-04-1991 | Hitnotering: 09-02-1991 t/m 20-04-1991 | Hitnotering: 09-02-1991 t/m 20-04-1991 | Hitnotering: 09-02-1991 t/m 20-04-1991 | Hitnotering: 09-02-1991 t/m 20-04-1991 | Hitnotering: 09-02-1991 t/m 20-04-1991 | Hitnotering: 09-02-1991 t/m 20-04-1991 | Hitnotering: 09-02-1991 t/m 20-04-1991 | Hitnotering: 09-02-1991 t/m 20-04-1991 | Hitnotering: 09-02-1991 t/m 20-04-1991 |
| Week                                   | 1                                      | 2                                      | 3                                      | 4                                      | 5                                      | 6                                      | 7                                      | 8                                      | 9                                      | 10                                     | 11                                     |                                        |
| -------------------------------------- | -------------------------------------- | -------------------------------------- | -------------------------------------- | -------------------------------------- | -------------------------------------- | -------------------------------------- | -------------------------------------- | -------------------------------------- | -------------------------------------- | -------------------------------------- | -------------------------------------- | -------------------------------------- |
| Positie                                | 81                                     | 46                                     | 25                                     | 17                                     | 15                                     | 12                                     | 18                                     | 27                                     | 42                                     | 62                                     | 92                                     | uit                                    |